# Judenrichter
Ein Judenrichter (lat. iudex Iudeorum) war im Mittelalter ein christlicher – dann meist aus einer angesehenen Familie stammender – oder jüdischer Beamter eines Landesfürsten und als Richter für Streitigkeiten zwischen Christen und Juden zuständig; sie wurden vom Landesfürsten und gelegentlich auch von einer jüdischen Gemeinde ernannt.
Im Wiener Stadtrecht war der Judenrichter für Konflikte zwischen zwei Juden nur dann zuständig, wenn einer der beiden, oder beide Parteien, ihn anriefen.
Eine Besoldung des Judenrichters fand wohl nicht statt, sondern – wie allgemein in jener Zeit – bildete auch für ihn ein Teil der Gerichtseinkünfte die Entlohnung. Eine Bestimmung der Amtsdauer des Judenrichters ist nicht möglich. Eine Neueinsetzung nach Unterbrechung einer Amtszeit ist wiederholt feststellbar.
Er forderte Strafgebühren von Christen, wenn diese eine Synagoge schändeten, sowie von Juden, wenn diese nach Vorladung nicht vor dem Gericht des Judenrichters erschienen oder wenn sie einen anderen Juden verwundeten. Bei Streitigkeiten zwischen Juden konnte er nur einschreiten, wenn eine Partei vor ihm Klage erhob.
Im Laufe der Zeit wurden im ganzen deutschsprachigen Raum solche Beamte eingesetzt. In zahlreichen bekannten jüdischen Gemeinden waren Judenrichter tätig. Der erste Judenrichter im Gebiet des heutigen Österreichs erschien 1264 in Krems an der Donau; es folgten weitere in der Gemeinde in Wien, in Judenburg (1305) und Hartberg, sowie Pettau (1333), Gerichtsbezirk Marburg (1364), Maribor (spätestens 1354) Voitsberg (1381), Graz (1382) Radkersburg Umgebung (1386) und in Bruck an der Mur (1393). In den größten Gemeinden wurde der Judenrichter durch ein gemischtes Judengericht ersetzt bzw. unterstützt (es bestand aus Christen und Juden), das in Niederösterreich in Wiener Neustadt, in der Gemeinde von Krems, Bruck an der Leitha und Tulln belegt ist.